# Babsk (rezerwat przyrody)

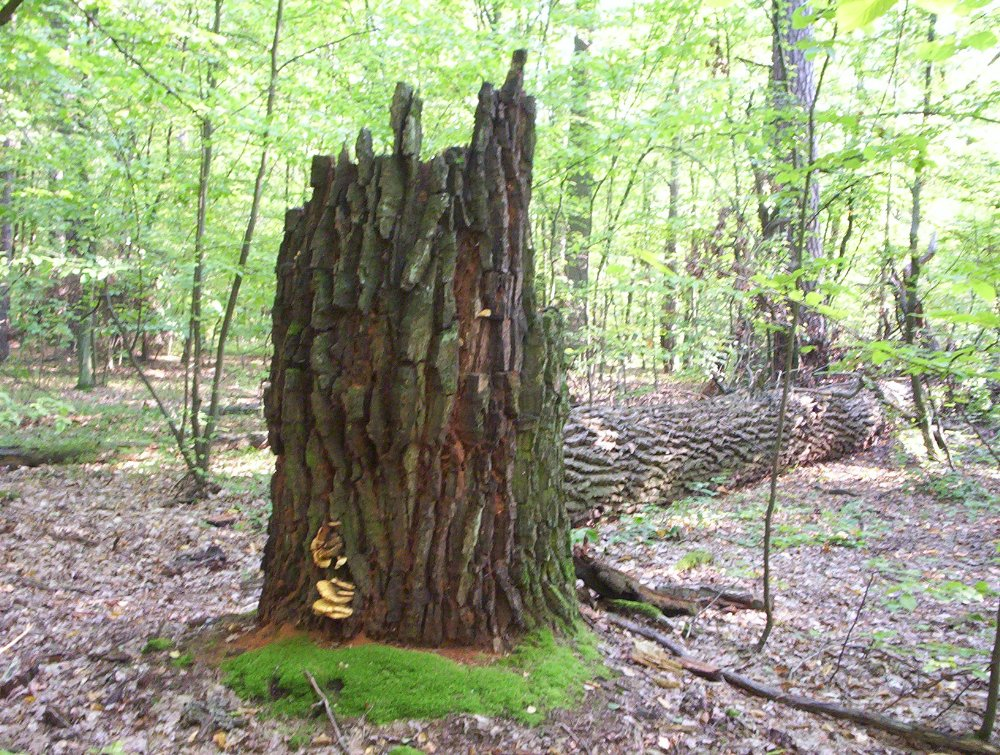
złamany dąb

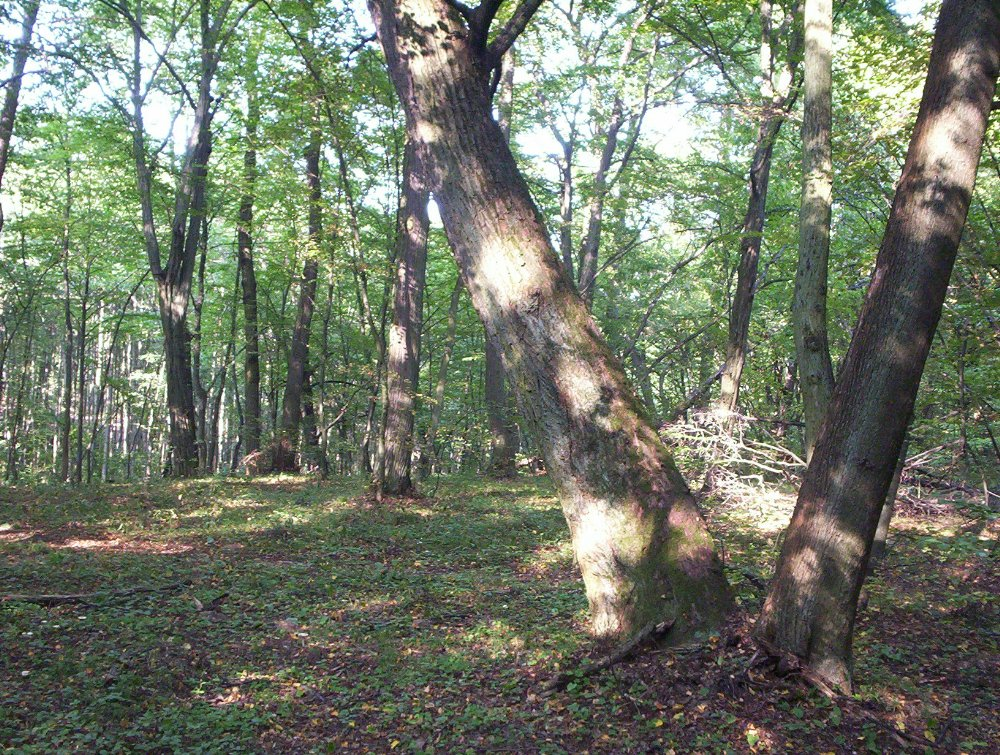
fragment rezerwatu

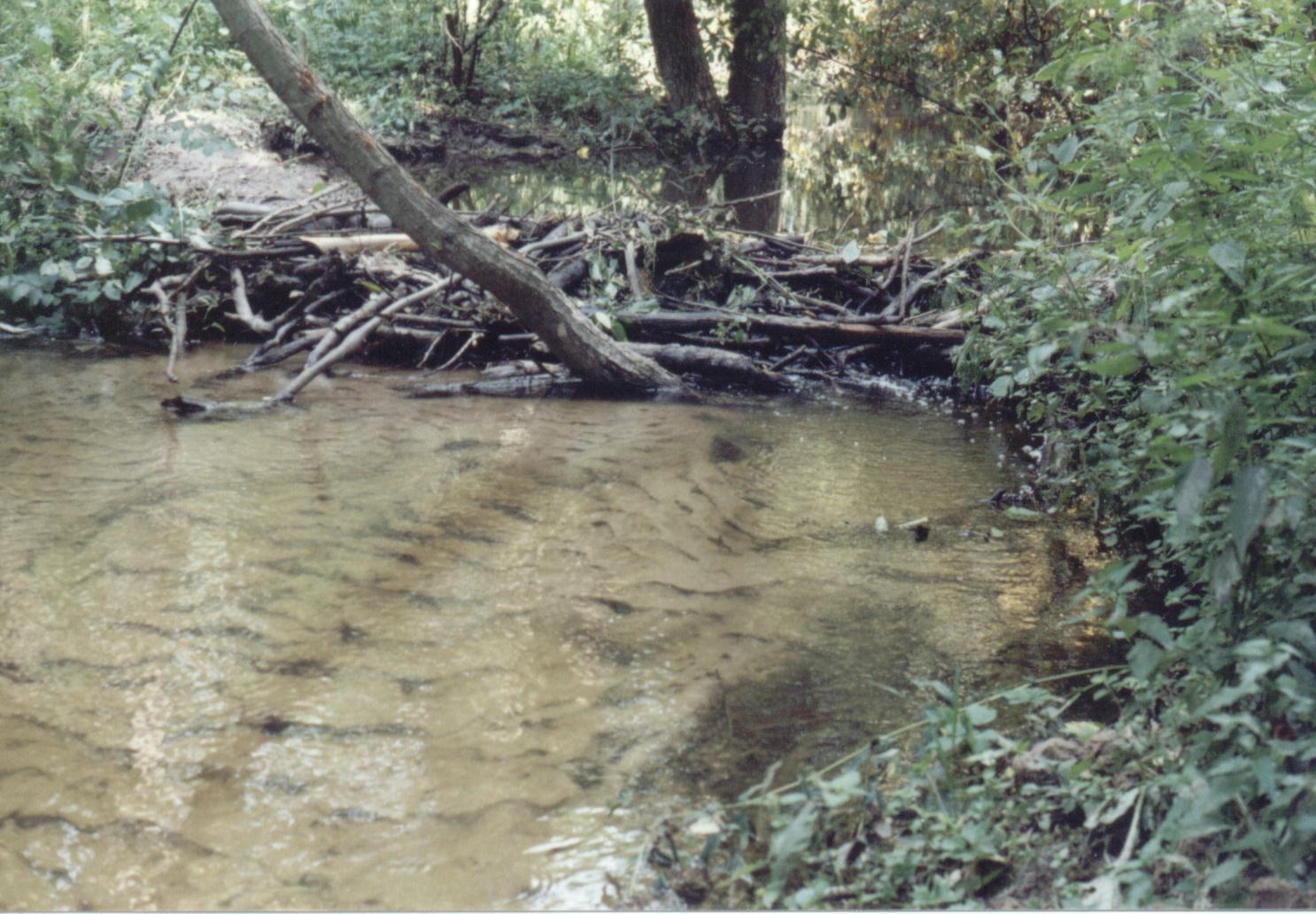
strumień przepływający przez rezerwat

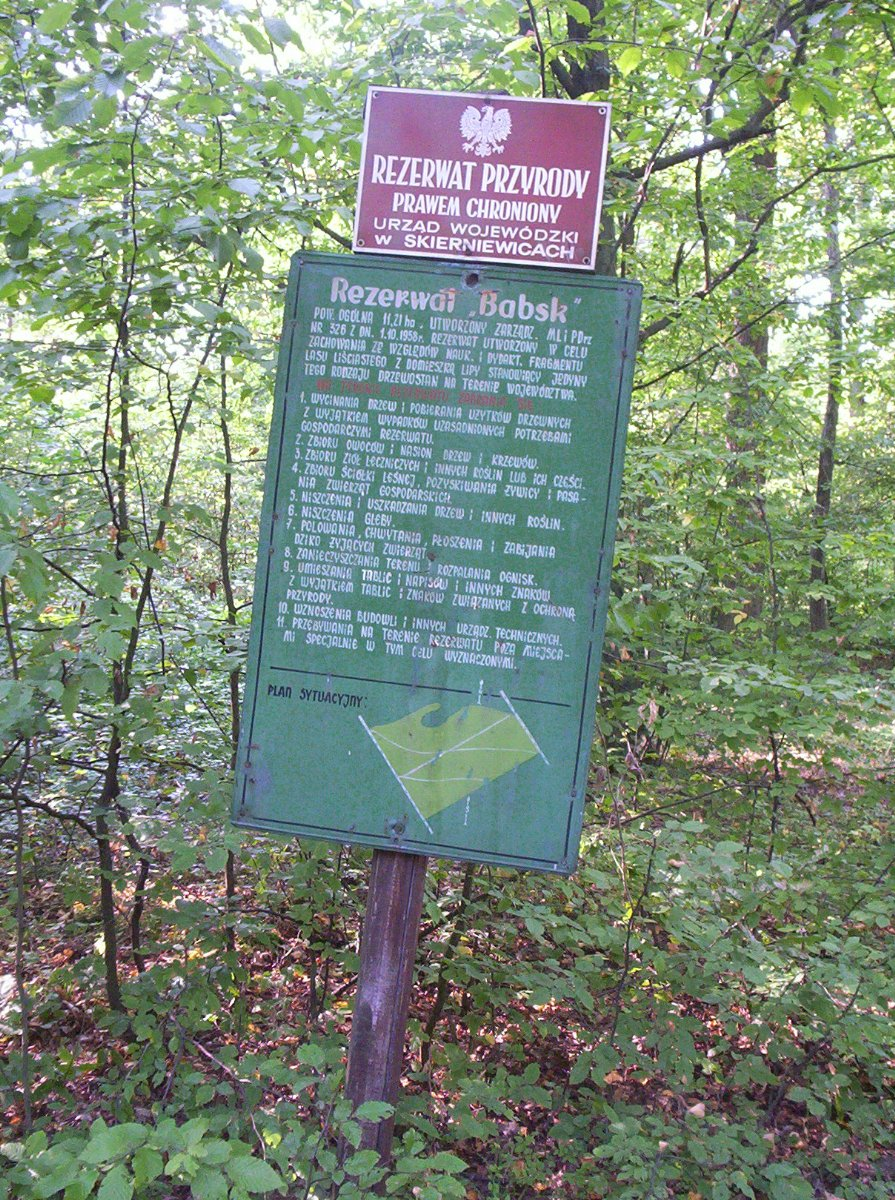
Tablica informacyjna rezerwatu

Rezerwat przyrody Babsk – leśny rezerwat przyrody znajdujący się na terenie gminy Biała Rawska w powiecie rawskim w województwie łódzkim.

## Położenie i powierzchnia
Rezerwat położony jest w środkowej Polsce, na Wysoczyźnie Rawskiej, w północno-wschodniej części województwa łódzkiego, przy międzynarodowej drodze E67 Warszawa – Katowice (tzw. Gierkówce), w odległości ok. 65 km na południowy zachód od stolicy, ok. 1 km na zachód od zabudowań wsi Babsk, od której wziął swoją nazwę.
Rezerwat zajmuje powierzchnię 10,97 ha. Jest położony w oddziale leśnym 14f w leśnictwie Babsk (Nadleśnictwo Skierniewice).
Leży w widłach rzeki Białki i jednego z jej bezimiennych dopływów, który przepływa przez północną część rezerwatu.
Rzeźba terenu na obszarze rezerwatu reprezentuje typ rzeźby polodowcowej, ukształtowanej przez trzykrotne nasunięcia lądolodów w plejstocenie. Ostatni lądolód czwartorzędowy pozostawił w podłożu pokrywę utworów gliniastych i piaszczysto-żwirowych o miąższości 30–100 m.
Teren rezerwatu ma charakter równinny, opadający w miarę zbliżania się do strumienia i leży na wysokości ok. 140–150 m n.p.m.

## Historia
Rezerwat utworzony został w 1958 roku przez wyodrębnienie fragmentu lasu z kompleksu leśnego otaczającego Babsk od zachodu. Powstanie rezerwatu miało na celu zapewnienie ochrony starego drzewostanu liściastego z domieszką lipy.

## Opis
Rezerwat „Babsk” chroni jeden z największych w tej części województwa łódzkiego płatów zespołu grądowego z udziałem lipy drobnolistnej.
Rezerwat posiada plan ochrony ustanowiony w 2018 roku, na jego podstawie cały obszar rezerwatu podlega ochronie czynnej.

### Roślinność
W rezerwacie rosną głównie dęby szypułkowe w wieku 100–160 lat, które w obwodzie (w pierśnicy) osiągają 2 m (stanowią one ok. 50% drzewostanu), a także lipy drobnolistne w podobnym wieku (które jednak mają mniejsze rozmiary obwodu pnia – tylko 100–140 cm), a ponadto graby, sosny i brzozy. Zarówno na terenie rezerwatu, jak i otaczających go terenach leśnych nie objętych ochroną rezerwatową występują także liczne inne gatunki drzew, jak również krzewów, roślin zielnych i mchów.
Nieco inaczej wygląda szata roślinna w pobliżu przepływającej przez rezerwat rzeczki. Jej brzegi porośnięte są lasem głównie grabowo-lipowym, zaś miejscami znajdują się kępy olch. Przy samym strumieniu rosną różne gatunki traw (m.in. turzyca), a także trzciny, lilie wodne i inne gatunki roślin typowe dla obszarów o wysokiej wilgotności.
W sumie na terenie rezerwatu występują 103 gatunki roślin naczyniowych oraz 8 gatunków mchów, a także 215 gatunków grzybów makrosporowych. Spośród roślin rzadko spotykanych w Polsce, a występujących we florze rezerwatu, wymienić można np. 3 gatunki chronione: kruszynę pospolitą, kalinę koralową i konwalię majową, ponadto (niepodlegające ochronie gatunkowej, acz rzadkie w środkowej części kraju) turzycę orzęsioną, turzycę pagórkowatą, kupkówkę Aschersona i świerząbek korzenny. Częściej spotykane w kraju są inne miejscowe rośliny, jak np.: przylaszczka pospolita, zdrojówka rutewkowata, dzwonek brzoskwiniolistny, kozłek bzowy, zawilec żółty i in. Spośród występujących w rezerwacie grzybów wymienić można takie gatunki jak: szyszkowiec łuskowaty, szmaciak gałęzisty i gwiazdosz rudawy.

### Fauna
W rezerwacie spotkać można m.in. zające, sarny, dziki, lisy, oraz liczne inne gatunki drobnych ssaków (ryjówki, jeże i in.) i ptaków (dzięcioły, kowaliki, sikory, pełzacze, kukułki, bociany, dzikie kaczki), a także gady (jaszczurki, zaskrońce) i płazy (żaby, traszki i ropuchy). Przepływająca przez rezerwat rzeczka, będąca dopływem Białki, stanowi środowisko życia dla drobnych ryb, a jej bliskość umożliwia życie i rozwój licznych gatunków owadów oraz wspomnianych płazów.

## Warunki klimatyczne
Na terenie rezerwatu identyfikuje się swoisty mikroklimat, kształtowany pod wpływem dużego zalesienia oraz topograficznych i morfologicznych cech terenu.
Zdaniem lekarzy mikroklimat ten korzystnie wpływa na stan zdrowia osób ze schorzeniami dróg oddechowych.

### Lokalne warunki klimatyczne
Obszar rezerwatu leży w strefie klimatu umiarkowanego przejściowego na granicy wpływów atlantyckich.
Klimat w rezerwacie nie odbiega znacząco od typowego klimatu Polski środkowej, i jako wyznaczniki można podać następujące wartości:
- średnia temperatura roczna: 7–8 °C
- średnia temperatura najcieplejszego miesiąca (lipca): 18 °C
- średnia temperatura miesiąca najzimniejszego (lutego): –3,5 °C
- okres bezprzymrozkowy: ok. 260 dni (średnio)
- okres wegetacyjny: średnio 215 dni w roku
- przeciętna długość zalegania pokrywy śnieżnej: ok. 50 dni w roku
- liczba godzin nasłonecznienia w ciągu roku: 1680 (średnio 4,6 dziennie, przy dużych różnicach w poszczególnych porach roku)
- roczna suma opadów: ok. 510 mm.